# Брежон, Мод
Мод Брежон (фр. Maud Bregeon; род. 11 февраля 1991[…], Пуатье) — французский политик, официальный представитель правительства (2024).

## Биография
Родилась 11 февраля 1991 года в Пуатье, отец преподаёт в университете социологию, мать работает секретаршей. Мод Брежон окончила Политехническую школу Нантского университета, с 2014 года работала в ядерном подразделении энергетической компании Électricité de France, занимаясь управлением в кризисных ситуациях. В ходе президентской кампании 2012 года публично поддержала кандидатуру Николя Саркози, в 2016 году вступила в партию «Вперёд!», в ноябре 2020 стала официальным представителем партии «Вперёд, Республика».
По итогам парламентских выборов 2022 года, представляя макронистскую коалицию «Вместе», избрана в Национальное собрание Франции от 13-го избирательного округа департамента О-де-Сен, победив с результатом 59,11 % кандидата левого блока NUPES Бриса Гайяра. На выборах 2024 года встретилась во втором туре с тем же соперником и вновь опередила его, набрав 56,12 % голосов.
21 сентября 2024 года было сформировано правительство Барнье, в котором Мод Брежон назначена официальным представителем правительства.
23 декабря 2024 года при формировании правительства Байру не получила никакого назначения.